# Anna Wróblówna
Anna Wróblówna (26 września 1937 w Lublinie) – polska aktorka teatralna, dubbingowa, filmowa i telewizyjna. W 1961 ukończyła studia na PWST w Krakowie. W 1963 otrzymała Nagrodę SPATiF dla wyróżniającego się młodego aktora za rolę Muzy w spektaklu Wyzwolenie Stanisława Wyspiańskiego w Lubuskim Teatrze w Zielonej Górze na III Kaliskich Spotkaniach Teatralnych. Podkładała głos Mamusi Muminka w polskiej wersji językowej serialu Muminki. W 2002 roku zerwała z zawodem aktorki.

## Filmografia i spektakle
- 1997: Boża podszewka – Kamińska, matka Wiciuka (odc. 12 i 13)
- 1994: Nora – Helena
- 1993: Czterdziestolatek. 20 lat później – koleżanka Magdy Karwowskiej (odc. 2, 7, 8, 9, 10, 12 i 14)
- 1988: Pole niczyje – Wiśniczowa
- 1986: Dwie wigilie – współpacjentka Jadwigi
- 1983: Nadzór – kierowniczka chóru
- 1980: Droga – matka Szymona Pietruszki
- 1978: Dorota – ekspedientka
- 1976: Karnawał – Mica
- 1976: Polskie drogi – farmaceutka, pracownica apteki Kudlińskiego
- 1976: Samolot do Londynu – Isabelle Linton
- 1974–1977: Czterdziestolatek – koleżanka Magdy Karwowskiej (odc. 3, 4, 6, 9, 10, 11, 13, 15, 17, 18, 20 i 21)
- 1974: Wyruszyć o świcie – Barbara
- 1973: Kariera Artura UI – kobieta
- 1973: Ostatnia lekcja – Glińska
- 1971: Trzeci wysoki dźwięk – Magdalena
- 1971: Węzeł – Amelia
- 1966: Nasze nowe życie – narzeczona

## Polski dubbing
- 1993: Kometa nad doliną Muminków – Mamusia Muminka
- 1990–1993: Muminki – Mamusia Muminka
- 1989–1992: Brygada RR  – pani Sweeney (odc. 58)
- 1987–1990: Kacze opowieści (stara wersja dubbingowa)
- 1981–1983: Dookoła świata z Willym Foggiem (druga wersja dubbingowa) – Romy